# 在京御家人
在京御家人（ざいきょうごけにん）とは、鎌倉幕府傘下の京都及びその周辺部に常駐する御家人のこと。在京人とも呼ばれている。ただし、短期間での交替勤務である京都大番役は除外される場合が多い。

## 概要
初期の在京御家人は西国に所領を持つ御家人が主であったが、東国から派遣された御家人も存在していた。彼らは原則的には鎌倉幕府の指揮下で行動したが、当時の幕府の持つ検断権は朝廷の承認に基づくものであったから、幕府より上位に位置する朝廷からの命令を拒否できず、その命令に基づいて警固などの活動も行った。後鳥羽院はその事情を利用して在京御家人を検非違使や衛府の官人に任命して独自に所領を与えたり、北面武士・西面武士に加えることが多かった。それは、鎌倉幕府において京都の代表を務める京都守護にも言える事で一時期を除いて親幕派公家から選ばれている。在京御家人は鎌倉（幕府）よりも目の前にある朝廷の影響を強く受けるようになり、承久の乱ではその多くが後鳥羽院側について没落した。
乱後、六波羅探題が設置されてそのもとで在京御家人が再建される。乱に際して幕府側に留まって地位・所領を保全された既存の在京御家人に加えて乱後に西国に所領を与えられて拠点を移した御家人が配属され、探題の指揮下で軍事・治安活動を行うようになる。彼らは京都に常駐する代わりに大番役などを免除された。後に篝屋が京都に設置されると、在京御家人は篝屋料所と呼ばれる所領を手当として与えられた代わりに篝屋守護として京都市中の警固にあたった。このため、在京御家人は篝屋御家人とも称されるようになった。1275年（建治元年）の「六条若宮造営注文」には在京御家人として28名が記載されている。
だが、朝廷や延暦寺などの諸権門との対立や元寇以後には畿内・西国で活発化した悪党との戦いに駆り出される事も多く、在京御家人の負担は重くなる一方であった。更に六波羅探題に派遣された御内人が在京御家人の監督をするようになると、これに反発する在京御家人との対立が深まった。鎌倉幕府滅亡前夜、足利高氏による六波羅探題攻撃において、最終的に六波羅探題と運命をともにした武士のほとんどが北条氏一族及び御内人で、在京御家人がほとんどいないのは、高氏の動向を見て足利軍に寝返ったり戦線を離脱した者が多かったことを物語っている。生き残った在京御家人は室町幕府のもとで奉公衆などに再編成されることになる。

## 主な在京御家人
| - 伊賀光季 - 大内惟義 - 大内惟信 - 平賀朝雅 - 大江親広 - 源頼兼 - 源頼茂 - 中原親能 - 中原季時 | - 佐々木宗綱 - 佐々木広綱 - 三浦胤義 - 富樫泰家 - 後藤基清 - 小早川茂平 - 遠山景朝 - 波多野義重 |